# 卡洛揚冰原島峰
62°37′23.8″S 59°51′48″W / 62.623278°S 59.86333°W

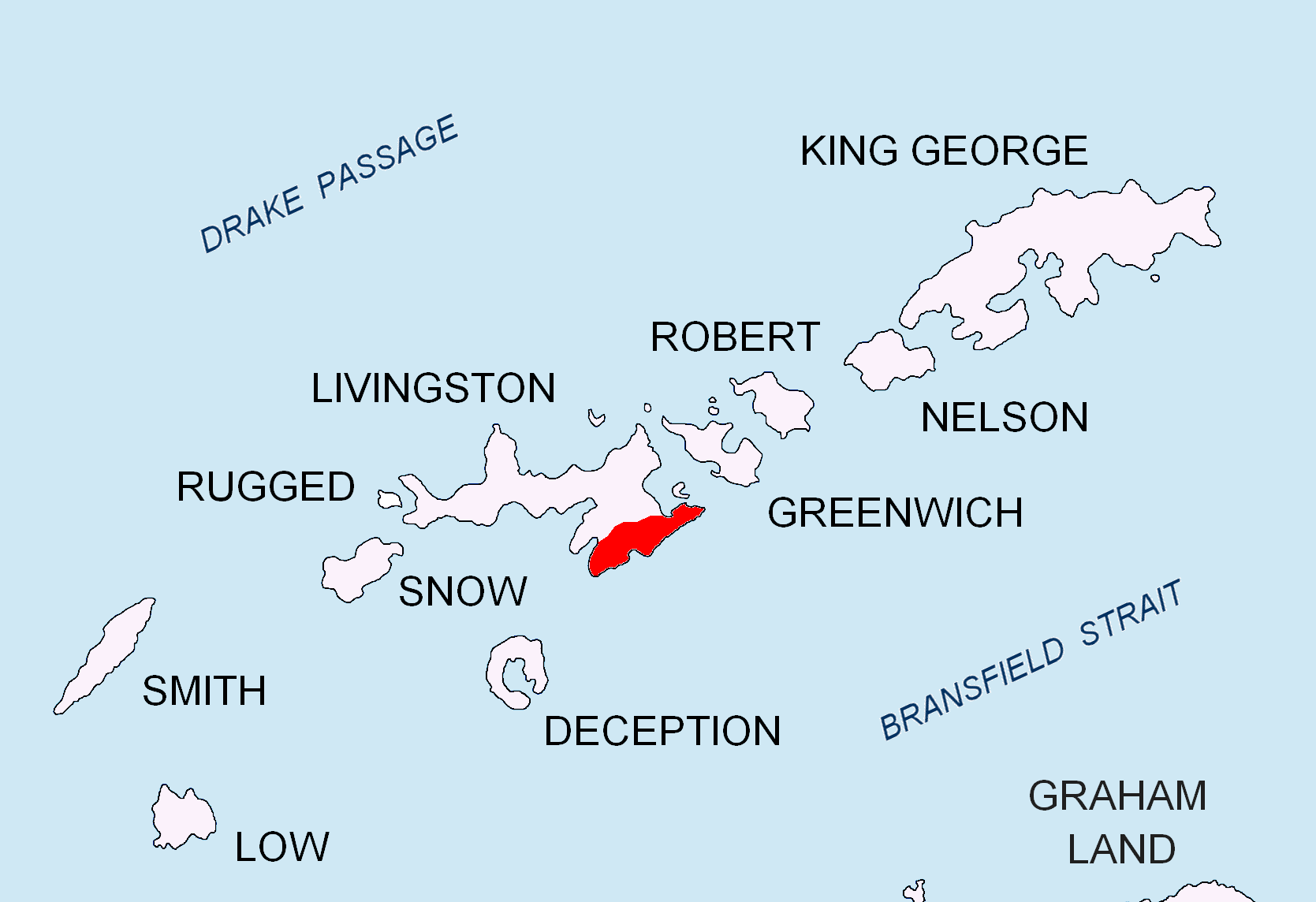

卡洛揚冰原島峰是南極洲的山峰，位於南設得蘭群島的利文斯頓島，屬於騰格里山脈的一部分，處於埃萊納峰東北面1.81公里、梅斯塔峰西南面1.53公里和雷納角西南面3.32公里。

## 外部連結
- SCAR Composite Gazetteer of Antarctica（页面存档备份，存于）.